# Genius Loci (Smith)

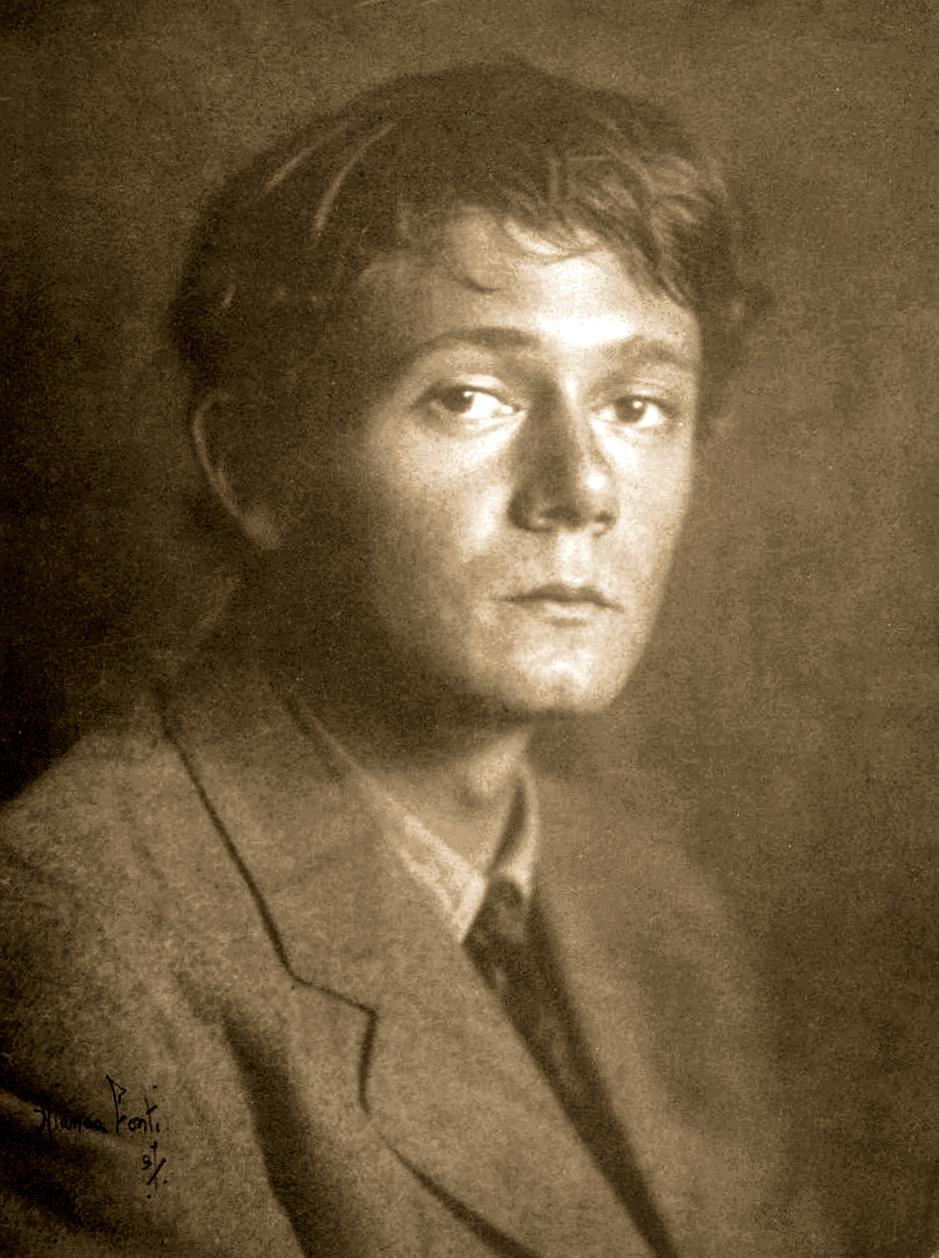
Clark Ashton Smith (1912)

Genius Loci ist der Titel einer Kurzgeschichte des amerikanischen Schriftstellers Clark Ashton Smith, die er am 2. September 1931 abschloss und 1933 in dem Pulp-Magazin Weird Tales veröffentlichte. 1948 nahm er sie titelgebend in seinen dritten Sammelband Genius Loci and Other Tales auf, der im Verlag Arkham House herauskam.
Eine deutsche Übersetzung (Teichlandschaft mit Erlen und Weide) von Friedrich Polakovics erschien 1970 in der Erzählungssammlung Saat aus dem Grabe der Buchreihe Bibliothek des Hauses Usher und 1982 als Nachdruck in der Phantastischen Bibliothek des Suhrkamp Verlages. 
Die phantastische und unheimliche Erzählung gehört neben der Stadt der singenden Flamme, Des Magiers Wiederkehr (The Return of the Sorcerer) und Saat aus dem Grabe (The Seed from the Sepulcher) zu Smiths bekanntesten Geschichten. 
Vom Begriff Genius loci ausgehend, umkreist sie den todbringenden Einfluss eines Ortes, dem mehrere Menschen zum Opfer fallen.

## Inhalt
Der Landschaftsmaler Amberville hat sich in das Haus des Schriftstellers und Ich-Erzählers Murray einquartiert und berichtet von einem düsteren Ort, der etwas Böses auszustrahlen scheint und den er auf zwei Zeichnungen festgehalten hat: Eine von drei Hängen eingerahmte morastige Wiese mit einem Teich, einigen verkrüppelten Erlen und einer abgestorbenen Weide, die sich über das Gewässer neigt, als wäre ihr Sturz „von geheimnisvollen Kräften aufgehalten worden“.
Als der Erzähler die Bilder betrachtet, nimmt er ein fremdartiges Übel wahr, das er schwer in Worte fassen kann. 
Trotz der bedrohlichen Atmosphäre will der Maler den Ort erneut aufsuchen und in einem Ölgemälde verewigen. Mit seinen Utensilien besucht er die Wiese in den folgenden Tagen, gerät zunehmend unter ihren fatalen Einfluss und durchläuft eine Wesensveränderung. Nur mürrisch beantwortet er die besorgten Fragen Murrays, der erfolglos versucht, ihn von dem unheilbringenden Ort fernzuhalten.
Der Landstrich, dessen Vorbesitzer Chapman dort auf mysteriöse Weise ums Leben gekommen ist, scheint ein eigenes vampirisches Wesen zu haben und von etwas bewohnt zu werden, „das die Alten einen Genius Loci nannten.“
Um sich einen Eindruck zu verschaffen, folgt Murray ihm eines Tages und kann sich beim Anblick des Örtchens zunächst nicht vorstellen, dass sich dort etwas Grauenvolles verbergen könnte. Dies ändert sich, als er dem erstarrt wirkenden Maler über die Schulter blickt und auf dem Bild die Wiese wie einen lauernden Dämon wahrnimmt. Als er die Landschaft erneut betrachtet, erscheint sie ihm plötzlich verdunkelt und unheimlich, und ihn beschleicht das Gefühl, die Zweige der Erlen würden ihm verlockend zuwinken und er könnte im morastigen Boden versinken. 
Da sich Amberville im Banne der Landschaft weiter verschließt und immer abweisender wirkt, bittet Murray dessen Verlobte brieflich um Hilfe. Sie erscheint nach einigen Tagen und kann den Maler zunächst etwas aufheitern und ablenken, bis sie selbst in das Geschehen hineingezogen wird und nichts mehr ausrichten kann. Als die beiden eines Nachts der morbiden Versuchung nicht widerstehen können, die Wiese im Mondlicht zu besuchen, ahnt der Erzähler die Bedrohung. Er eilt ihnen nach und hört bereits aus der Ferne Entsetzensschreie. Die Senke ist von eigenartig sich windenden Nebelschwaden erfüllt, durch die Murray nach unten läuft. Entsetzt erblickt er die beiden reglos im Tümpel treibend. Eine fahle Ausdünstung schwebt empor und lässt die Gesichter der Toten und des Vorbesitzers hervortreten, ein schrecklicher Anblick, der den Erzähler daran hindert, die Leichen zu bergen.

## Hintergrund und Entstehung
Anders als Smiths Fantasygeschichten, die in exotisch-fiktionalen oder stilisierten Landschaften wie Averoigne oder Zothique, Hyperborea oder Atlantis spielen, beginnt die Handlung dieser Erzählung in der Wirklichkeit, was sie mit den Kurzgeschichten Des Magiers Wiederkehr oder Aforgomons Kette verbindet, die ebenfalls der Phantastik zuzuordnen sind.
Nach mühevoller und langwieriger Arbeit bezweifelte Smith die Qualität und Verkäuflichkeit des Werkes. Er hielt es zunächst für ein Experiment und wusste nicht, was er damit anfangen sollte. In einem Brief an August Derleth schrieb er, seine Geschichte beschreibe eine „Landschaft mit einer bösen und vampirischen Persönlichkeit, die Menschen sowohl ängstigt als auch anzieht“ und schließlich vernichtet.
Nach diesen Zweifeln war er umso überraschter, dass der Herausgeber Farnsworth Wright die Erzählung akzeptierte. Da Wright noch andere Geschichten von ihm erworben hatte, konnte er Genius Loci erst im Juni 1933 veröffentlichen.

## Einfluss und Rezeption
Zur großen Freude Smiths reagierte H.P. Lovecraft positiv und lobte die „dunkle Faszination“ des Werkes. Er gratulierte ihm und schrieb, es sei Smith gelungen, „den vagen geografischen Horror einzufangen“, den er selbst vergeblich zu gestalten versucht habe. 
Hierbei sprach er auch die Abhandlung „The Vampire. His Kith and Kin“ des Exzentrikers Montague Summers an, die viele Anregungen für Smiths Kurzgeschichte enthalte. Tatsächlich ist es möglich, dass Smith, der über ein Exemplar der Schrift verfügte, von ihr beeinflusst worden ist. 
Summers, ein Kenner der Schauerliteratur und Phantastik, erwähnte die schädlichen Ausdünstungen und Nebel in Mooren und Sümpfen, die zu unterschiedlichen Deutungen führen können. In China etwa würde man Irrlichter als Zeichen deuten, dass an einem Ort „Blut vergossen wurde“ und mit Gespenstern und Vampiren in Verbindung bringen, die Krankheiten übertragen. Die Fieberanfälle Malariakranker könnten Wahnvorstellungen hervorrufen, die später in Legenden die Form böser Kreaturen annehmen, die den Opfern das Leben aussaugen.
Auch Algernon Blackwood, in dessen Werk das Unheimliche häufig naturdämonische Formen annimmt, könnte Smiths Geschichte beeinflusst haben. Während in seiner bekannten Erzählung The Willows (Die Weiden) zwei Freunde, die auf einer mit Weiden bewachsenen Insel übernachten, von einer Macht beeinflusst werden, die von den Bäumen ausgeht, handelt The Transfer von einem Landstrich, der den Wanderern die Lebenskraft wie ein seelenraubender Vampir entzieht.
Für Rein A. Zondergeld gehört Genius Loci neben The Seed from the Sepulcher zu den überzeugendsten Erzählungen Smiths.